# Khraicia
Khraicia (o Khraïssia) è un comune dell'Algeria, situato nella provincia di Algeri.